# Alex Blignaut
Alex Blignaut (Johannesburg, 30 novembre 1932 – Honeydew, 15 gennaio 2001) è stato un pilota automobilistico sudafricano.
Si iscrisse al Gran Premio del Sudafrica 1965 di Formula 1 con la Cooper del Team Valencia, ma si ritirò prima dell'inizio della manifestazione.
Continuò a correre in Sudafrica passando successivamente al ruolo di team manager. Fondò la Alex Blignaut Racing Team partecipando a diversi Gran Premi di Formula 1 locali. La sua squadra corse ancora nel Mondiale con i piloti Eddie Keizan e Ian Scheckter.
Morì nel 2001 presso la sua fattoria di Honeydew a causa di una scarica elettrica durante la riparazione di un macchinario.

## Risultati in Formula 1
| 1965 | Scuderia      | Vettura |    |  |  |  |  |  |  |  |  |  |  | Punti | Pos. |
| ---- | ------------- | ------- | -- |  |  |  |  |  |  |  |  |  |  | ----- | ---- |
| 1965 | Team Valencia | Cooper  | NP |  |  |  |  |  |  |  |  |  |  | 0     |      |

| Legenda | 1º posto     | 2º posto | 3º posto    | A punti         | Senza punti/Non class.  | Grassetto – Pole position Corsivo – Giro più veloce |
| Legenda | Squalificato | Ritirato | Non partito | Non qualificato | Solo prove/Terzo pilota | Grassetto – Pole position Corsivo – Giro più veloce |